# Бердюгина (Свердловская область)
Бердю́гина — деревня в Свердловской области, входит в состав Ирбитского муниципального образования.

## География
Деревня Бердюгина расположена в 8 километрах к северу от города Ирбита (по автодороге в 9 километрах), на правом берегу реки Ницы. В окрестностях деревни находится ботанический природный памятник — Вязовые насаждения, ареал вяза гладкого в России.

## История
Название происходит от фамилии основателей братьев Бердюгиных. В 1659 году граница Ирбитской слободы проходила по деревне Бердюгиной, часть дворов которой относилась к Ницинской слободе. К Ирбитской слободе относилось 2 двора.

## Население
| 2002 | 2010 | 2021 |
| ---- | ---- | ---- |
| 650  | ↘635 | ↘565 |